# はれた日は学校をやすんで
『はれた日は学校をやすんで』（はれたひはがっこうをやすんで）は、西原理恵子による日本の短編漫画、またそれを表題作とした自選作品集。

## 概要
表題作並びに短期連載された叙情作品や読切を中心に収録したもので、作者の初期作品が数多く収録されている。双葉社から刊行された。

## 収録作品
はれた日は学校をやすんで
『小学六年生』1991年2月号 - 1992年3月号、1992年6月号別冊付録『コミック・コンボイ』掲載。
※ 予告タイトルは「イケイケ西原中学校」。連載時には「本当の気持ちに近づくまんが」という惹句が添えられた。
やまもとくんとまぶだち
『宝島』1990年4月9日号 - 1992年7月9日号掲載。
はにゅうの夢
『ビジネスジャンプ』1990年7月15日号、8月15日、9月15日、11月1日号掲載。
とうきょうさばくの食糧事情
『HanakoWEST』1991年6月号掲載。
さいばらりえこのトレンドファッションざんす
『HanakoWEST』1991年10月号掲載。
ちゃいばらりえこのB級ぐるめ
『HanakoWEST』1992年3月号掲載。
西原理恵子のちょっとミステリー
『ミステリーJour』1991年7月19日号、8月19日号、1992年11月19日号掲載。
水犬とわたし
『ビッグコミック増刊』1994年8月6日号掲載。
徳松じいちゃんの秘宝
『ビッグコミック増刊』1994年2月22日号掲載。
むかしのこと
『Weekly漫画アクション増刊』1989年11月2日掲載。
さいばらりえぞうのそれはちょっといやだ。
『ロッキング・オン』掲載。

## 書誌情報
- 西原理恵子『はれた日は学校をやすんで』双葉社〈アクション・コミックス〉
1995年2月20日発行、ISBN 4-575-93366-X